# Rinorea dasyadena
Rinorea dasyadena A.Robyns – gatunek roślin z rodziny fiołkowatych (Violaceae). Występuje naturalnie w Hondurasie, Nikaragui, Kostaryce, Panamie oraz Kolumbii. 

## Morfologia
PokrójZimozielone drzewo lub krzew. Dorasta do 2–10 m wysokości.
LiścieBlaszka liściowa ma eliptyczny kształt. Mierzy 8–16 cm długości oraz 3–8 cm szerokości, jest niemal całobrzega, ma ukośną nasadę i spiczasty wierzchołek. Ogonek liściowy jest nagi.
KwiatyZebrane w gronach o długości 6–11 cm, wyrastają z kątów pędów. Mają działki kielicha o lancetowatym kształcie. Płatki są podługowato-owalnym, mają białawą barwę oraz 3–4 mm długości.
OwoceTorebki mierzące 25-35 mm średnicy, o niemal kulistym kształcie.

## Biologia i ekologia
Rośnie w lasach, na wysokości 600 m n.p.m.